# Le Bouillon
Le Bouillon település Franciaországban, Orne megyében. Lakosainak száma 167 fő (2022. január 1.). Le Bouillon La Ferrière-Béchet, La Chapelle-près-Sées, Écouves, Saint-Gervais-du-Perron, Sées és L'Orée-d'Écouves községekkel határos.

## Népesség
A település népességének változása:
| Lakosok száma | 171  | 173  | 171  | 169  | 166  | 167  | 167  | 167  |
|               | 2013 | 2015 | 2017 | 2018 | 2019 | 2020 | 2021 | 2022 |